# Doliocarpus triananus
Doliocarpus triananus är en tvåhjärtbladig växtart som beskrevs av Aymard. Doliocarpus triananus ingår i släktet Doliocarpus och familjen Dilleniaceae. Inga underarter finns listade i Catalogue of Life.